# Hermann von Stein (general)
Dietrich Karl Hermann Freiherr von Stein zu Nord und Ostheim (Ansbach, 11. veljače 1859. – Völkershausen, 26. veljače 1928.) je bio njemački general i vojni zapovjednik. Tijekom Prvog svjetskog rata zapovijedao je 8. bavarskom pričuvnom divizijom i III. bavarskim korpusom na Zapadnom, Istočnom i Talijanskom bojištu.

## Vojna karijera
Hermann von Stein rođen je 11. veljače 1859. u Ansbachu. Sin je bogatog zemljoposjednika baruna Bernharda von Steina i Luise Löw. Stein je nakon završetka škole u vojsku kao dobrovoljac stupio 1878. godine. Od 1886. pohađa vojnu konjičku akademiju nakon čega od 1890. kao pobočnik zapovjednika služi u 1. bavarskoj pukovniji poljskog topništva. Čin poručnika dostigao je u listopadu 1890., dok je satnikom postao u lipnju 1895. godine. Godine 1902. postaje zapovjednikom topničke baterije u 7. bavarskoj topničkoj pukovniji da bi u srpnju iduće, 1903. godine, bio promaknut u bojnika. S navedenim činom postaje u svibnju 1906. zapovjednikom 4. bavarske topničke pukovnije kojom zapovijeda do 1907. godine od kada služi u Glavnom stožeru u Berlinu. Od travnja 1908. služi u odjelu za topništvo bavarskog ministarstva rata da bi u veljači 1909. bio promaknut u čin pukovnika. U listopadu 1910. postaje zapovjednikom 1. bavarske topničke brigade sa sjedištem u Münchenu na čijem čelu dočekuje i početak Prvog svjetskog rata. U međuvremenu je, u ožujku 1912., unaprijeđen u čin general bojnika.

## Prvi svjetski rat
Na početku Prvog svjetskog rata 1. bavarska topnička brigada nalazila se u sastavu 6. armije kojom je na Zapadnom bojištu zapovijedao bavarski princ Rupprecht. Zapovijedajući 1. bavarskom topničkom brigadom Stein sudjeluje u Bitci u Loreni, nakon čega je u rujnu 1914. promaknut u čin general poručnika. Ubrzo nakon toga brigada je premještena na sjeverni dio bojišta gdje Stein sudjeluje u bitkama poznatim pod nazivom Trka k moru. 
U prosincu 1914. Stein je pretrpio manju ozljedu zbog kojeg je morao na dopust. Nakon povratka u siječnju 1915. postaje zapovjednikom novoformirane 8. bavarske pričuvne divizije. Zapovijedajući navedenom divizijom sudjeluje u borbama oko Münstera, da bi u svibnju 1915. divizija bila premještana na Istočno bojište u sastav 11. armije kojom je zapovijedao August von Mackensen. Na Istočnom bojištu Stein je s 8. bavarskom pričuvnom divizijom bio svega mjesec dana, nakon čega je ponovno premješten na Zapadno bojište u područje Vosgesa.
U lipnju 1916. Stein zapovijedajući 8. bavarskom pričuvnom divizijom sudjeluje u Bitci na Sommi. U navedenoj bitci divizija je u kolovozu pretrpjela teške gubitke tako da je morala biti povučena u pozadinu radi popune. U studenom 1916. Stein je upućen na Rumunjsko bojište gdje sudjeluje u borbama u Vlaškoj.
U siječnju 1917. Stein postaje zapovjednikom III. bavarskog korpusa zamijenivši na tom mjestu Ludwiga von Gebsattela. Navedeni korpus nalazio se na Zapadnom bojištu u sastavu 6. armije, te s istim Stein sudjeluje u Bitci kod Arrasa. Ubrzo je međutim, korpus premješten u Flandriju u sastav 4. armije gdje Stein sudjeluje u Trećoj bitci kod Ypresa. Za uspješnu obranu u navedenoj bitci Stein je 20. kolovoza 1917. odlikovan ordenom Pour le Mérite.
U listopadu 1917. Stein je III. bavarskim korpusom premješten na Talijansko bojište u sastav novoformirane 14. armije kojom je zapovijedao Otto von Below. Stein sudjeluje u Bitci kod Kobarida u kojoj je talijanski front probijen upravo na dijelu pod Steinovom odgovornošću. Nakon proboja Stein je prešao rijeku Tagliamento, zauzeo Udine, te prodro do Piave gdje se bojište stabiliziralo.
Krajem 1917. Stein je s III. bavarskim korpusom ponovno premješten na Zapadno bojište u pokrajinu Artois. Na Zapadnom bojištu u sastavu 17. armije također pod zapovjedništvom Otta von Belowa sudjeluje u Proljetnoj ofenzivi. U svibnju 1918. promaknut je u generala topništva. Nakon neuspjeha Proljetne ofenzive Stein je zbog savezničke ofenzive s III. bavarskim korpusom prisiljen na povlačenje i sve do linije Antwerpen-Meuse gdje dočekuje i kraj rata.

## Poslije rata
Nakon završetka rata Stein je vodio povlačenje svojeg korpusa natrag u Njemačku, nakon čega se 28. prosinca 1918. umirovio. Povukao se na svoje imanje u Völkershausenu gdje je i preminuo 26. veljače 1928. u 69. godini života.

## Vanjske poveznice
(eng.) Hermann von Stein na stranici Field commanders of Austria-Hungary

(njem.) Hermann von Stein na stranici Deutschland14-18.de